# Premier League 2024-2025 (Kenya)
La Kenya Premier League 2024-2025 è stata la 62ª edizione della massima serie del campionato di calcio del Kenya dalla sua fondazione nel 1963, la 22ª con il nome di Kenya Premier League. La stagione è iniziata il 24 agosto 2024 e si è conclusa il 22 giugno 2025. Il Gor Mahia era la squadra campione in carica.
La competizione è stata vinta dal Kenya Police, al suo primo titolo nazionale.

## Stagione

### Novità
Dalla stagione precedente sono stati retrocessi Muhoroni Youth e Nzoia, ultime due classificate del campionato. Al loro posto, dalla National Super League sono state promosse Mara Sugar e Mathare Utd, prime due classificate.

### Formula
Le 18 squadre partecipanti giocano un girone all'italiana con partite di andata e ritorno, per un totale di 34 giornate. Al termine della stagione, la squadra prima classificata è campione del Kenya e si qualifica per la CAF Champions League 2025-2026, mentre la seconda classificata si qualifica per la Coppa della Confederazione CAF 2025-2026.
Le ultime due classificate sono automaticamente retrocesse in National Super League, mentre la terzultima gioca degli spareggi promozione/retrocessione con una squadra di National Super League per la permanenza in massima serie.

## Squadre partecipanti
| Squadra            | Città    | Stagione precedente   |
| ------------------ | -------- | --------------------- |
| Bandari            | Mombasa  | 4° in Premier League  |
| Bidco              | Thika    | 11° in Premier League |
| Gor Mahia          | Nairobi  | Campione di Kenya     |
| Kakamega Homeboyz  | Kakamega | 8° in Premier League  |
| Kariobangi Sharks  | Nairobi  | 7° in Premier League  |
| K.C.B. Nairobi     | Nairobi  | 10° in Premier League |
| AFC Leopards       | Nairobi  | 5° in Premier League  |
| Mara Sugar         | Narok    | National Super League |
| Mathare Utd        | Nairobi  | National Super League |
| Murang'a Seal      | Muranga  | 13° in Premier League |
| Nairobi City Stars | Nairobi  | 6° in Premier League  |
| Kenya Police       | Nairobi  | 3° in Premier League  |
| Posta Rangers      | Thika    | 9° in Premier League  |
| Shabana            | Kisii    | 14° in Premier League |
| Sofapaka           | Nairobi  | 16° in Premier League |
| Talanta            | Nairobi  | 15° in Premier League |
| Tusker             | Nairobi  | 2° in Premier League  |
| Ulinzi Stars       | Nairobi  | 12° in Premier League |

## Classifica
|                  | Pos. | Squadra            | Pt | G  | V  | N  | P  | GF | GS | DR  |
| ---------------- | ---- | ------------------ | -- | -- | -- | -- | -- | -- | -- | --- |
| Kenya (bandiera) | 1.   | Kenya Police       | 65 | 34 | 18 | 11 | 5  | 38 | 17 | +21 |
|                  | 2.   | Gor Mahia          | 59 | 34 | 16 | 11 | 7  | 47 | 24 | +23 |
|                  | 3.   | Kakamega Homeboyz  | 58 | 34 | 15 | 13 | 6  | 39 | 27 | +12 |
|                  | 4.   | Tusker             | 57 | 34 | 15 | 12 | 7  | 41 | 36 | +5  |
|                  | 5.   | Shabana            | 53 | 34 | 14 | 11 | 9  | 41 | 29 | +12 |
|                  | 6.   | AFC Leopards       | 51 | 34 | 12 | 15 | 7  | 41 | 28 | +13 |
|                  | 7.   | Sofapaka           | 46 | 34 | 11 | 13 | 10 | 37 | 28 | +9  |
|                  | 8.   | Bandari            | 44 | 34 | 10 | 14 | 10 | 26 | 30 | -4  |
|                  | 9.   | K.C.B. Nairobi     | 42 | 34 | 10 | 12 | 12 | 36 | 35 | +1  |
|                  | 10.  | Mathare Utd        | 42 | 34 | 10 | 12 | 12 | 26 | 40 | -14 |
|                  | 11.  | Kariobangi Sharks  | 40 | 34 | 8  | 16 | 10 | 29 | 29 | 0   |
|                  | 12.  | Ulinzi Stars       | 38 | 34 | 8  | 14 | 12 | 29 | 33 | -4  |
|                  | 13.  | Murang'a Seal      | 37 | 34 | 9  | 10 | 15 | 25 | 40 | -15 |
|                  | 14.  | Mara Sugar         | 36 | 34 | 8  | 12 | 14 | 34 | 41 | -7  |
|                  | 15.  | Bidco              | 35 | 34 | 7  | 14 | 13 | 21 | 32 | -11 |
|                  | 16.  | Posta Rangers      | 35 | 34 | 8  | 11 | 15 | 36 | 49 | -13 |
|                  | 17.  | Talanta            | 35 | 34 | 9  | 8  | 17 | 33 | 46 | -13 |
|                  | 18.  | Nairobi City Stars | 35 | 34 | 8  | 11 | 15 | 26 | 41 | -15 |

Legenda
      Campione del Kenya e ammessa alla CAF Champions League 2025-2026.
      Ammessa alla Coppa della Confederazione CAF 2025-2026.
 Ammessa ai play-off promozione/retrocessione.
      Retrocessa in National Super League 2025-2026.
Note:
Tre punti a vittoria, uno a pareggio, zero a sconfitta.